# Sam Mtukudzi
Sam Mtukudzi (1 april 1988 – 15 maart 2010) was een Zimbabwaans muzikant. Hij was de zoon van de legendarische Zimbabwaanse zanger Oliver Mtukudzi.
Na zijn middelbare school ging Sam met zijn vader mee op tournee en speelde saxofoon en gitaar. In Harare had hij zijn eigen band, "Ay Band", waarmee hij in 2008 zijn debuutalbum Rume Rimwe opnam. Mtukudzi nam ook twee soloplaten op.
Hij kwam in de ochtend van 15 maart 2010 samen met zijn geluidstechnicus om bij een verkeersongeluk, terwijl ze op weg terug waren naar Norton.
- International Standard Name Identifier: 0000 0000 4279 4364
- Library of Congress Control Number: n2008201936
- MusicBrainz: 396cd6c9-08d3-4d18-b35c-21693c0208c7
- Virtual International Authority File: 14252936
- WorldCat: E39PBJrrtPGPcDJWtx8cpyXKh3